# Lomikámen trojprstý
Lomikámen trojprstý (Saxifraga tridactylites) je drobná jednoletá bylina z čeledi lomikamenovitých, jeden z druhů rodu lomikámen vyskytujících se přirozeně v české květeně.

## Popis
Jako terofyt patří mezi tzv. jarní efeméry. Je to drobná, 3–15 cm vysoká bylina s přímou, lepkavou, hustě žláznatě chlupatou, načervenalou lodyhou a tučnými, trojzubými až trojlaločnými listy, které jsou umístěny v přízemní růžici i střídavě na lodyze. Květy jsou bílé, pětičetné, v hroznu nebo řídké latě, rozkvétají v dubnu a květnu. Plodem je kulovitá tobolka.

## Rozšíření a ekologie
Vyhledává suchá, výslunná stanoviště, nejčastěji na skalách, skalních stepích, slunných stráních, písčinách, na zdech, v lomech či na železničních náspech. Na vláhu a živiny je nenáročný. Je vázán především na vápence či jiné bazické substráty. V ČR se vyskytuje roztroušeně až hojně v teplejších pahorkatinách, jinde roztroušeně až ojediněle. Patří mezi ohrožené druhy (kategorie C3) a je chráněn zákonem.
Areál jeho rozšíření zahrnuje téměř celou Evropu, s přesahy do severní Afriky, na Kavkaz a na Blízký Východ až po severní Írán.